# Sz (parowóz)
Sz (ros. Ш) – oznaczenie serii rosyjskich parowozów towarowych, budowanych w latach 1901-1907. Miały układ osi 1'D i silnik sprzężony, pracujący na parę nasyconą.

## Podłoże projektu
Standardowymi parowozami towarowymi większości kolei rosyjskich pod koniec XIX wieku były parowozy znormalizowanych typów o układzie osi D, określonych po 1912 roku jako serie OD i OW. Wzrastające potrzeby w zakresie prędkości pociągów towarowych doprowadziły jednak do wprowadzenia parowozów o układzie 1'D, które mogły przy takim samym nacisku na szyny posiadać wydajniejszy kocioł. Prywatna Kolej Władykaukaska była pierwszą linią kolejową w Rosji, która przyjęła parowozy towarowe o układzie osi 1'D, eksploatując od 1896 roku amerykańskie maszyny zakładów Baldwin, oznaczone (po 1912 roku) jako seria Ch (ros. Х, ogółem zbudowano dla różnych kolei rosyjskich 235 sztuk). Jednocześnie, naczelnik technicznego oddziału służby ruchu Kolei Władykaukaskiej, Polak Wacław Łopuszyński, zaprojektował własny typ parowozu o takim układzie osi, oznaczony na kolei serią M, a po 1912 roku serią C (ros. Ц). Pierwsze maszyny wyprodukował niemiecki Henschel w 1896 roku, ich produkcję później podjęły także inne zakłady zagraniczne i rosyjskie (ogółem zbudowano 214). W tym czasie większość innych rosyjskich kolei kupowała wciąż tylko parowozy odmian serii O. Ponieważ lokomotywy serii Ch i C nie spełniały jednak wszystkich wymagań co do mocy, prezes zarządu Kolei Władykaukaskiej i Kolei Wschodniochińskiej, Stanisław Kierbedź polecił Łopuszyńskiemu zaprojektowanie nowej lokomotywy o większej mocy i nacisku na oś zwiększonym z 13 do 15 ton, co stało się możliwe dzięki przeprowadzonej w tym czasie modernizacji tych kolei. 

## Projekt i budowa
Projekt wstępny nowego parowozu został wykonany przez inż. Łopuszyńskiego, na bazie jego parowozu serii C, a projekt roboczy sporządziły przy jego udziale zakłady w Briańsku. W porównaniu z parowozem serii C, zmieniono wymiary silnika sprzężonego, powiększono powierzchnię ogrzewalną kotła, wymiary rusztu i ciśnienie pary. Wzrosła też masa przyczepna parowozu.
W latach 1901–1902 Zakłady Briańskie wyprodukowały 50 parowozów oznaczonych jako typ fabryczny 18 dla Kolei Władykaukaskiej, na której otrzymały początkowo lokalne oznaczenie serii O (numery O841-O890). Analogiczne parowozy wyprodukowano także w tym samym okresie dla Kolei Wschodniochińskiej w zakładach w Briańsku (50 sztuk, oznaczone jako typ 20) oraz według tego samego projektu w Charkowskiej Fabryce Lokomotyw (ChPZ) (także 50 sztuk). Nosiły one na tej kolei numery taborowe odpowiednio: 301-350 i 401-450. 
Po przerwie, zbudowano w latach 1905-1906 w Charkowie 10 takich parowozów dla doświadczalnej eksploatacji na państwowej Kolei Jekateryninskiej (oznaczone początkowo jako seria JaCh, ros. ЯХ, numery 3001-3010), a ponadto jeden w 1907 roku dla Kolei Południowo-Zachodnich (oznaczony początkowo jako CzCh, ros. ЧХ, numer 2001). Łącznie zbudowano 161 lokomotyw, które po wprowadzeniu nowego ujednoliconego systemu oznaczeń lokomotyw rosyjskich w 1912 roku oznaczono jako seria Sz (ros. Ш).
Na bazie serii Sz został skonstruowany następnie znormalizowany parowóz dla kolei rosyjskich serii Szcz.

## Opis
Parowóz towarowy serii Sz miał układ osi 1'D, napędzany był dwucylindrowym silnikiem sprzężonym, na parę nasyconą. Parowozy dla Kolei Władykaukaskiej były opalane paliwem płynnym (ropą naftową), a pozostałe - węglem.
W porównaniu z parowozem serii C, zmniejszono średnicę cylindra wysokiego ciśnienia  z 530 do 510 mm, natomiast zwiększono średnicę cylindra niskiego ciśnienia z 750 do 765 m. Skok tłoka wzrósł z 650 do 700 mm. Powierzchnia ogrzewalna kotła wzrosła z 180,5 do 206,1 m² i posiadał on 272 płomieniówki o wymiarach 46/51 mm. Powierzchnia rusztu wzrosła z 2,48 do 2,8 m². Ciśnienie pary wzrosło z 12 do 13 at, a później do 14 at. Masa przyczepna wzrosła z 52 do 61 t, a masa służbowa wyniosła 74 t. Parowóz miał z przodu półwózek Bissela i był wyposażony w hamulec pneumatyczny Westinghouse'a. 
Stosowano różne rodzaje tendrów:
- czteroosiowe z zapasem wody 21,25 m³ i zapasem ropy 8,25 m³, długości 8471 mm (parowozy dla Kolei Władykaukaskiej)
- czteroosiowe z zapasem wody 20,5 m³ i zapasem węgla 14 m³, długości 8471 mm (parowozy dla Kolei Wschodniochińskiej)
- czteroosiowe zunifikowane z tendrem serii  OW konstrukcji ChPZ (parowozy dla Kolei Jekateryńskiej i Kolei Południowo-Zachodnich)